# Alma Center
Alma Center est un village du comté de Jackson, dans l'État du Wisconsin, aux États-Unis. En 2020, il comptait une population de 487 habitants.